# Kaltental
Kaltental là một đô thị ở Ostallgäu bang Bayern thuộc nước Đức.